# Kościół Świętej Cecylii w Kolonii

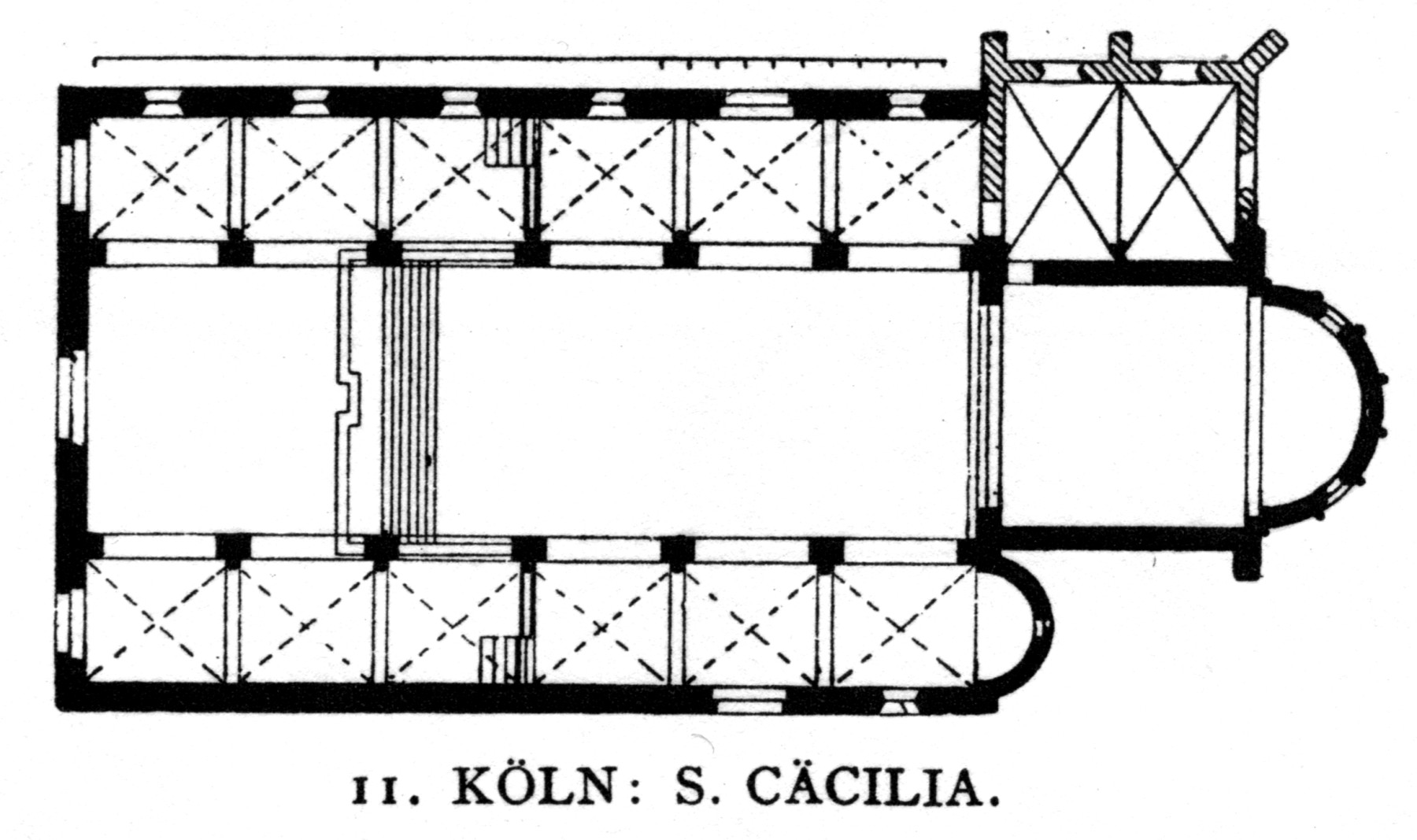
Rzut przyziemia kościoła

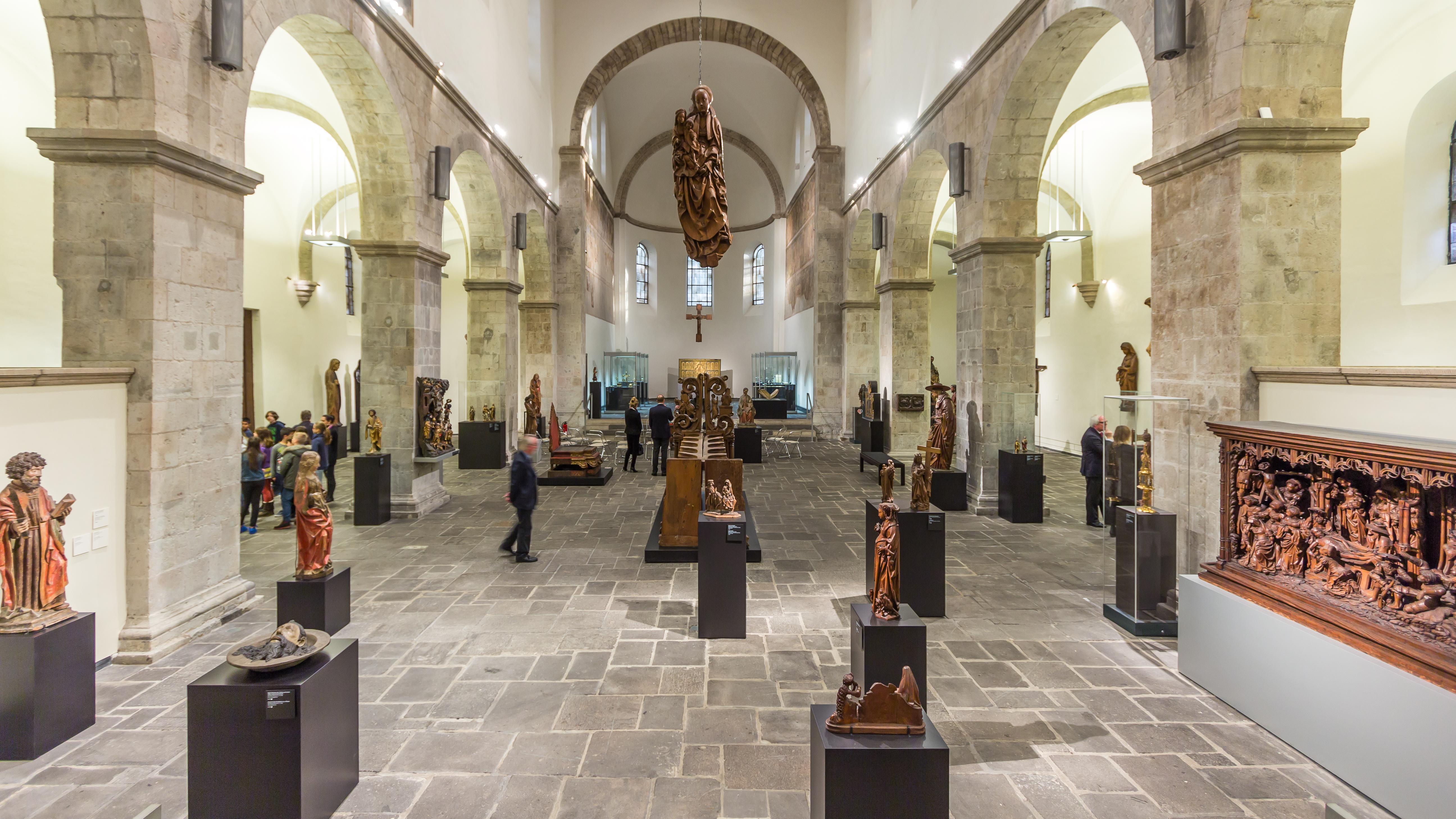
Wnętrze kościoła

Kościół Świętej Cecylii w Kolonii (niem. Saint Cäcilien Kirche) – jeden z dwunastu romańskich kościołów na terenie Starego Miasta w Kolonii nad Renem. 
Świątynia datowana jest na lata 1130–60. Obecnie (2012) patronat nad kościołem sprawuje Fundacja Romańskich Kościołów w Kolonii (Förderverein Romanische Kirchen Köln e. V.). Od 1956 roku w gmachu świątyni mieści się Muzeum Alexandra Schnütgena, będące w posiadaniu bogatej kolekcji sztuki średniowiecza. Wraz z sąsiadującym obok gotyckim kościołem św. Piotra świątynia tworzy jedyną zachowaną do dziś w Kolonii grupę obiektów sakralnych. 

## Historia
W czasach rzymskich w miejscu obecnego gmachu znajdowały się termy z basenem. Historia kościoła św. Cecylii sięga IX wieku, kiedy to za panowania arcybiskupa Williberta (870–888) powstał dom dla kobiet o tym samym wezwaniu. Z dokumentacji tegoż domu z 965 roku, wiadomo, że arcybiskup koloński Bruno podarował 50 funtów w srebrze na zbudowanie tu kościoła. 
Do 1475 roku kościół stanowił część klasztoru augustianek. Pamiątką z tego klasztoru jest znajdujący się obecnie w Muzeum Kolumby obraz przypisywany warsztatowi Stephana Lochnera Madonna z Dzieciątkiem.
Obecny romański kościół powstał do lat 60. XII stulecia. Kościół kilkakrotnie przekształcano, w XVI i XIX wieku. Po zawierusze rewolucji francuskiej świątynia pełniła funkcję kaplicy szpitalnej. Szpital ten istniał do ostatniej wojny.
Obecnie na jego miejscu znajduje się wybudowany w latach 2005–2010 nowoczesny gmach mieszczący oprócz części Muzeum Schnütgena także Rautenstrauch-Joest-Museum. Pomimo adaptacji kościoła na muzeum, w główne święta kościelne oraz w dniu patronki odbywają się tu nabożeństwa.

## Architektura i wystrój wnętrza
Kościół jest trójnawową bazyliką z wydzielonym prezbiterium zamkniętym od wschodu absydą. Nawa południowa jest również zamknięta absydą.
Od strony północnej do prezbiterium przylega prostokątna dwuprzęsłowa zakrystia wzniesiona w 1479 roku. Od strony zachodniej znajduje się empora i poniżej jej krypta.
Wnętrze nakryte jest sklepieniem krzyżowo-kolebkowym. Z pierwotnego wystroju zachował się tympanon datowany na 1160 roku, którego wierna kopia została wmurowana w portal północny. Na tympanonie ukazany jest Chrystus z zamkniętą księgą w ręku w asyście anioła oraz świętej Cecylii i brata zakonnego Tibertiusa.
W prezbiterium zachowały się fragmenty późnoromańskich malowideł ściennych.